# Lijst van rivieren in Jordanië

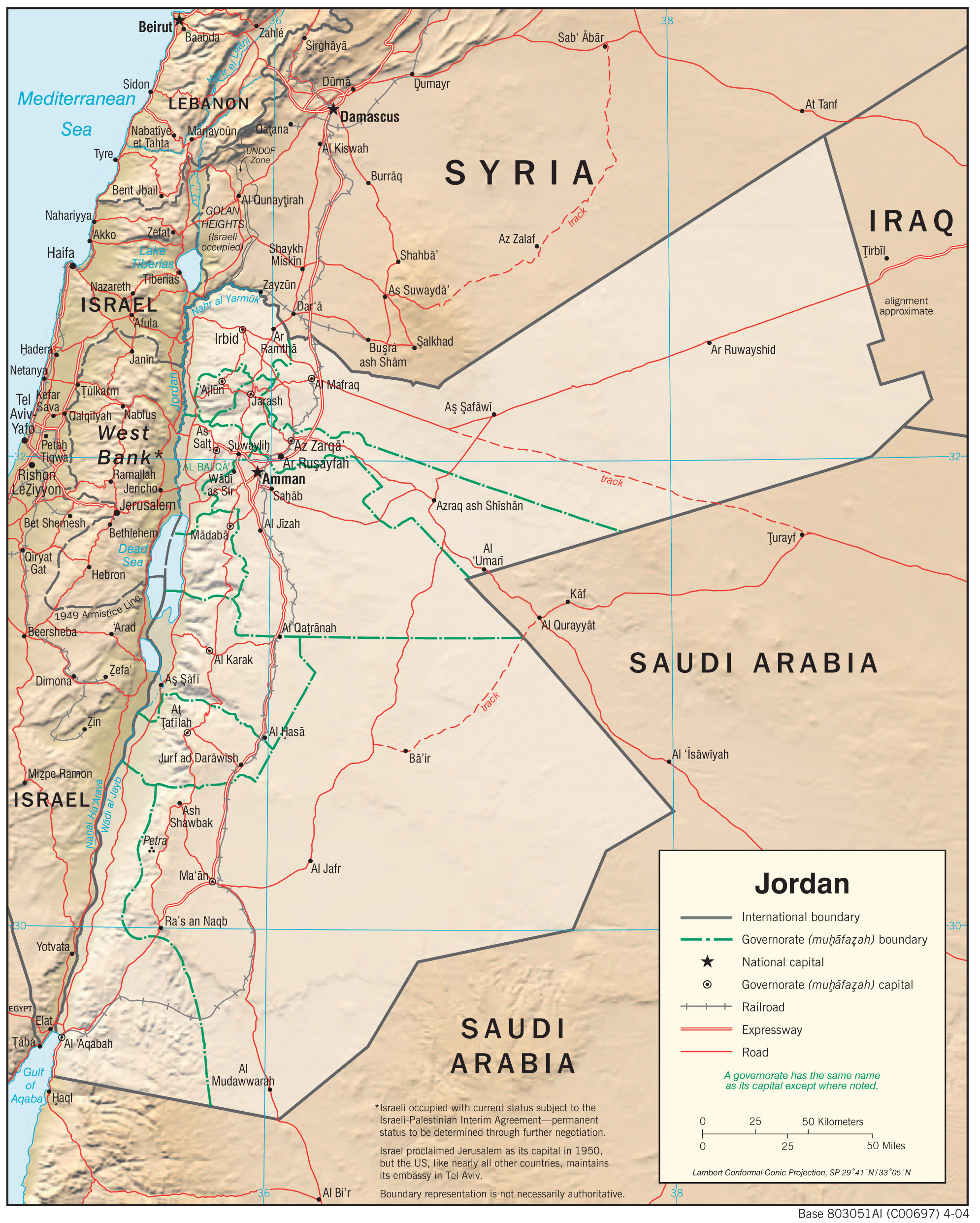
Kaart van Jordanië.

Dit is een lijst van rivieren in Jordanië. De rivieren in deze lijst zijn geordend naar drainagebekken en de opeenvolgende zijrivieren zijn ingesprongen weergegeven onder de naam van elke hoofdrivier.

## Dode Zee

### Jordaan
De Jordaan is de belangrijkste rivier die vanuit het noord naar de Dode Zee stroomt. De rivier markeert ook het noordelijke deel van de westgrens van Jordanië. De zijrivieren van de Jordaan, van zuid naar noord zijn:
- Jordaan
  - Wadi al Gharabah
    - Wadi al Kafrayn
      - Wadi as Seer

    - Wadi ar Ramah

  - Wadi Shu'ayb (Wadi Sha'eb)
  - Zarqa (Jabbok) - de op een na grootste zijrivier van de Jordaan. Stroomt in de Jordaan halverwege tussen het meer van Galilea en de Dode Zee
    - Wadi Zulayl (Wadi Dhuleil)

  - Wadi Kufrinjah
  - Wadi Yabes
  - Wadi Ziqlab
  - Wadi al 'Arab
  - Jarmuk - grootste zijrivier van de Jordaan, markeert deel van de noordgrens van Jordanië.  Stroomt in de Jordaan iets ten zuiden van het meer van Galilea

### Overige rivieren
Andere rivieren die direct in de Dode Zee stromen zijn:
- Wadi Zarqa' Ma'in
- Wadi Mujib (Arnon)
  - Wadi al Haydan
  - Wadi an Nukhaylah
  - Wadi al Hafirah
- Wadi ash Shuqayq
- Wadi al Karak
- Wadi Arabah (Wadi al-Jayb) - rivierdal ten zuiden van de Dode Zee, markeert tevens een deel van de westgrens van Jordanië
  - Wadi Zered (Wadi al Hasa)
  - Wadi al Fidan
  - Wadi al Buwayridah
  - Wadi Musa

## Rode Zee(Golf van Akaba)
- Wadi Yitm
  - Wadi Rum

## Syrische Woestijn
- Wadi as Sirhan
  - Far Wadi al Abyad
  - Wadi Fakk Abu Thiran
  - Wadi al Fukuk
  - Wadi el Hasah
  - Wadi al Gharra
  - Wadi Ba'ir
  - Wadi al Makhruq
  - Wadi al Jashshah al Adlah
  - Wadi Rijlat
  - Wadi al Ghadaf
  - Wadi al Janab

### Qa Al Jafr
- Wadi Abu Safah
  - Wadi al Buraykah
- Wadi Abu Tarafah
- Wadi Abu 'Amud
- Wadi al Jahdaniyah
- Wadi Kabid
- Wadi al 'Unab